# Casa Xuriguer
La Casa Xuriguer és un edifici situat a la Rambla de Santa Mònica de Barcelona, al costat del Teatre Principal, catalogat com a bé cultural d'interès local.

## Història
En aquest indret hi havia el Col·legi de Sant Pere Nolasc dels mercedaris, fundat el 1642 i abandonat el 1827.
El col·legi i les seves cases foren subhastades per l'Estat, i aquesta parcel·la fou rematada a favor de Joan Tomasino, que cedí el seu dret a Antoni Xuriguer i Andarió, que la va adquirir el 1842 per 436.000 rals. El 1847, l'arquitecte Francesc Daniel Molina i Casamajó va projectar la reforma i remunta de l'edifici existent.

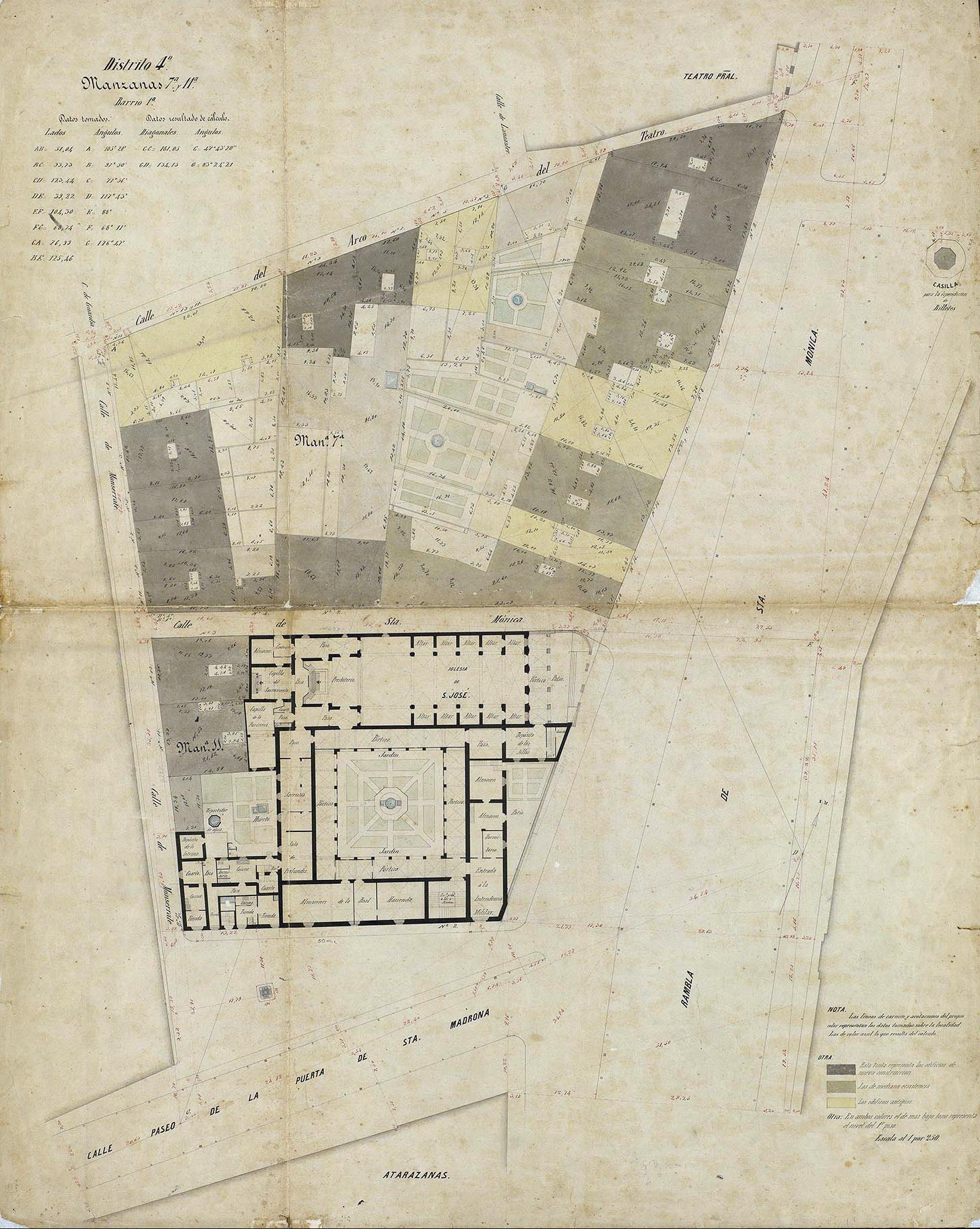
Quarteró núm. 81 de Garriga i Roca (c. 1860)

## Descripció
Es tracta d'un edifici de planta baixa, entresol, tres pisos i golfes. La façana s'articula de manera molt equilibrada i repetitiva. Els baixos compten amb quatre obertures molt heterogènies i que semblen adaptades en temps recents. Per sobre, la primera planta compta amb quatre obertures amb balcons senzills. Les dues de la dreta presenten un emmarcament motllurat, element que manca als de l'esquerra. La segona planta presenta el mateix nombre d'obertures, però són de mida més gran i estan unides per una gran balconada. Amb una mida progressivament decreixent, els pisos tercer i quart compten amb un balcó per cada obertura. Les golfes tenen per quatre petites obertures tancades un amb porticó de fusta. Aquesta planta està separada de la inferior per una petita cornisa. L'immoble està coronat amb una cornisa poc desenvolupada i un mur en forma de balcó en quatre trams.
El més destable és la decoració de la façana. Entre els primer i el tercer pis hi ha tres grans conjunts de panells de terra cuita, situats entre les línies de balcons. Aquests presenten motius bàsicament florals que menen sovint de gerros i s'intercalen amb tres medallons circulars a mode de rosetó. Als extrems s'hi observa el mateix tipus de decoració, però amb una temàtica trenada. Tots aquests motius es tallen al final del tercer pis, abans de l'esmentada cornisa, que es troba decorada amb nous motius florals. Entre les finestres de les golfes hi ha màscares intercalades.